# Пришляк Ярослав Степанович
Ярослав Степанович Пришляк (псевдо: «Самсон», «Зорян», «Джміль», нар. 14 листопада 1911, м. Миколаїв Львівщина, Австро-Угорщина — пом. 29 лютого 2004, Монреаль, Канада) — український громадський та військовий діяч, журналіст і письменник, керівник Фінансово-господарського Сектора Головного Проводу ОУН, пластун, голова Франко-Українського Товариства Дружби Квебеку.

## Життєпис
Народився Ярослав Пришляк 14 листопада 1911 року в м. Миколаєві над Дністром. Батько Степан Пришляк (14.07.1881 — 04.10.1940) багато років був радником міського уряду і заступником посадника міста Миколаєва.
Ярослав Пришляк закінчив чотирикласну міську школу у Миколаєві. Навчався у середній школі класичного типу і Філії Української Академічної гімназії у Львові, яку закінчив 8 червня 1929 року. Вищу освіту здобув, з 1929 по 1934 роки, у «Вищій Школі торгівлі» у Львові. Із студентських років у ОУН. Був заарештований 30 липня 1930 року. Одним з провідних діячів ОУН був його рідний брат Євген Пришляк (псевдо «Ярема», «Чорнота»).
Ярослав Пришляк вступив в Українську Військову Організацію у 1928 році під впливом Андрія Данчевського, тоді абсольвента Стрийської гімназії і провідника УВО Миколаївської судової округи. У 1929 році став членом ОУН і незабаром за рекомендацією провідника повітової екзекутиви Андрія Данчевського став культ-освітнім референтом Стрийської повітової екзекутиви. Був членом Управи читальні «Просвіти» у Миколаєві, засновником і головою спортивного товариства «Дністер», головою студентського гуртка, готував публічні реферати та свята, грав у футбол в українській команді Миколаєва, брав участь у хорі, драматичному гуртку і роботі товариства «Відродження», був також активним пластуном 7-го юнацького куреня ім. Князя Лева. Два роки виконував обов'язки провідника гуртка «Лиси».
Починаючи з 1930 року польська поліція неодноразово затримувала Ярослава Пришляка, але не маючи доказів причетності до акцій ОУН, відпускала. Зокрема, у 1934 році, після вбивства міністра Броніслава Пєрацького протримали у стрийській тюрмі більше трьох місяців. У 1935 році за націоналістичну агітацію серед селян його відправили до концтабору Береза Картузька. Був підсудним на стрийському процесі у Веринській справі (1935р), де виступив із звинуваченнями на адресу несправедливого суду, за що був покараний на шість місяців тюрми
З 1936 року Ярослав Пришляк працював в Устріках-Долішніх у «Просвіті», а в 1937 році — скарбник та організаційний референт місцевого Українського банку та член дирекції місцевої кооперативної складниці. У серпні 1939 року приїхав до Миколаєва у відпустку. 10 вересня 1939 року, з ініціативи повітової екзекутиви ОУН, розпочалося антипольське повстання на Миколаївщині, у якому Ярослав Пришляк взяв активну участь. Повітова екзекутивна призначила його на посадника міста. Повстання було придушене, Ярославу Пришляку вдалося втекти.
У 1939—1941 роках Ярослав Пришляк перебував у німецькій частині окупованої Польщі. Працював у суді Нового Сончу, одночасно був повітовим провідником ОУН і головою Управи Читальні «Просвіти». У квітні 1941 році покинув Новий Сонч і після зустрічі у Кракові з провідником Степаном Бандерою був призначений рішенням Головного Проводу на керівника Фінансово-господарського Сектора ОУН. Працював над налагодженням фінансово-господарських референтур у тісному контакті з крайовим провідником ОУН Іваном Климівим – «Легендою».
У вересні 1941 року перейшов на нелегальне становище. У вересні 1943 року Головним Командиром УПА Романом Шухевичем був призначений господарським референтом Головного Проводу. Головним завданням було розбудова господарської бази та постачання УПА. Ярослав Пришляк займався організацією обладнання бункерів, санітарних і господарських баз, забезпечення різними видами речового і амуніційного постачання.

## На еміграції
У кінці травня 1944 року, як член місії Закордонного Представництва Української Головної Визвольної Ради, з групою Миколи Лебедя виїхав зі Львова, маючи завдання бути представником у Бельгії. Але туди не зміг добратися і у травні 1945 року опинився у Інсбруку (Австрія), де був одним з ініціаторів заснування Українського Допомогового Комітету (УДК), був скарбником.
З 1946 року працював у Левені (Бельгія) в бюро Українського Допомогового Комітету у Бельгії. У Бельгії розпочав свою журналістську діяльність у двотижневику «Вісті». Був головою управи Спілки Українських Робітників у Бельгії та активним членом проводів інших українських організацій. У 1950—1957 роках був секретарем Головної ради українських громадських організацій у Бельгії.
У 1957 році переїхав із сім'єю до Канади. Сім'я оселилася у Монреалі, Ярослав Пришляк відразу включився у громадське життя. Активно працював у місцевій управі Ліги Визволення України (ЛВУ), Українській народній касі (УНК), Спортовому товаристві «Україна», Франко-Українському Товаристві Дружби Квебеку (був його головою), Конґресі Українців Канади; Федерації етнічних спільнот Квебеку, Канадській федерації багатомовної преси, Антибільшовицькому блоці народів та інших українських організацій.
Ярослав Пришляк активно працював в українській та франкомовній пресі.
Помер Ярослав Пришляк 29 лютого 2004 року в Монреалі, Канада.

## Сім'я
Дружина магістр фармації Наталя Фільварків (22.05.1912 — 14.10.1980). Син Ігор 1947 р.н.

## Праці
Ярослав Пришляк написав та видав шість книг:
- «Християнський синдикалізм» (Брюссель, 1956)[4];
- «Два брати ідеалісти» (Нью-Йорк-Монтреаль, 1990);
- «Шляхами кооперації — до економічного відродження України», (Стрий, 1994);
- «Видатні особистості Миколаївщини» (Миколаїв-Монтреаль-Львів, 1998);
- «Казка родоводу Пришляків і Куриласів» (Торонто, 1998);
- «За Україну! Записки члена ЗП УГВР» (Миколаїв-Монтреаль-Львів, 1999).